# Tlachichilco del Carmen
Tlachichilco del Carmen är en ort i Mexiko.   Den ligger i kommunen Poncitlán och delstaten Jalisco, i den centrala delen av landet, 400 km väster om huvudstaden Mexico City. Tlachichilco del Carmen ligger 1 539 meter över havet och antalet invånare är 437.
Terrängen runt Tlachichilco del Carmen är kuperad norrut, men söderut är den platt.  Trakten runt Tlachichilco del Carmen är nära nog obefolkad, med mindre än två invånare per kvadratkilometer. Närmaste större samhälle är Atotonilquillo, 7,5 km nordväst om Tlachichilco del Carmen. 